# Jan Šusta
Jan Šusta (16. květen 1902 Praha – 16. července 1985) byl československý konstruktér automobilů a leteckých motorů Walter. V letech 1924–1945 byl zaměstnán u akciové společnosti Walter. Byl výkonným členem výborů autoklubu a aeroklubu, amatérským pilotem.

## Mládí, studia, soutěže na vozech Walter
Jan Šusta se narodil 16. května 1902 v Praze. Jeho otcem byl Prof. PhDr. Josef Šusta, profesor všeobecných dějin Univerzity Karlovy (1910), děkan filozofické fakulty (1916), 2. čs. ministr školství a národní osvěty (1920–1921) a prezident České akademie věd a umění (1939–1945). Matkou mu byla Leopoldina roz. Mouralová. V době jeho narození bydleli Šustovi na Malé Straně čp. 588 (dnes Plaská 588/9).
Jako mladý byl vášnivým vodním skautem (sídlo měli v Jachtklubu a vůdce jim dělal syn Josefa Rösslera - Ořovského) a byl také členem veslařského klubu Slavie - na osmě Slávie závodil také na slavných Primátorkách.
Jeho otec chtěl, aby studoval humanitní vědy, ale on ze sexty reálného gymnásia utekl na reálku (udělal to otci naschvál). Protože šel na gymnásium ze čtvrté třídy, a protože přestupem na reálku "uspořil" rok, tak na technice promoval již v jedenadvaceti letech. Jan Šusta vystudoval strojní a elektrotechnické inženýrství na Českém vysokém učení technickém v Praze. Spolužákem mu byl Antonín Kumpera, pozdější generální ředitel A.S. Walter. V neděli 28. září 1924 byla slavnostně otevřena rybářská škola ve Vodňanech na počest významného rybníkáře Josefa Šusty. Na slavnosti také promluvil jeho vnuk, čerstvý inženýr Jan Šusta.
Od roku 1922 jel jako student techniky řadu vytrvalostních závodů v automobilech Walter, při nichž se osvědčil jako mechanik - spolujezdec. Již v červenci 1922 absolvoval s A. Kumperou svoji první automobilovou soutěž. Byl to III. ročník mezinárodního Závodu lázeňských míst po trase Karlovy Vary-Bečov-Mariánské Lázně-Falknov (Sokolov)-Loket a zpět do Karlových Varů. V referátu o závodu bylo uvedeno, že Kumpera jun. na voze Walter, který jel velmi dobře až do Lokte, byl potom (necelých 20 km před cílem) stižen poruchou. V celkových výsledcích posádka Kumpera-Šusta nebyla zmíněna. Do cíle dojelo jen 5 automobilů, zvítězil František Svoboda s automobilem Laurin & Klement RK/M.

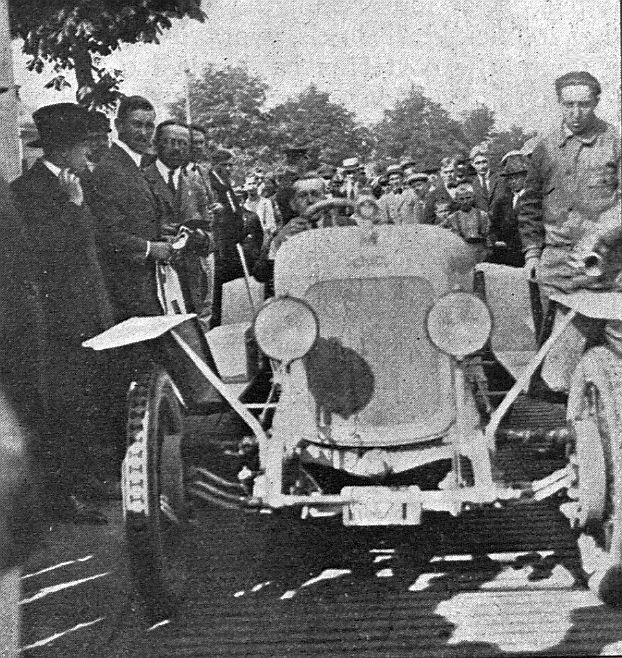
Kumpera (za volantem)-Šusta (stojící vedle vozu vpravo) na III. ročníku mezinárodního Závodu lázeňských míst (1922)

V září 1922 (4.–10. září) se konal II. ročník jízdy spolehlivosti Kolem republiky, nazvané jako II. mezinárodní soutěž spolehlivosti Československem. Trať byla, oproti I. ročníku, prodloužena o 400 km na 2400 km a rozšířena o jednu etapu na Podkarpatskou Rus. Nejúspěšnějšími „beztrestnými“ jezdci a současně nejmladšími v poli závodníků, se stali studenti techniky Ing.C Antonín Kumpera (pozdější generální ředitel Walter) a jeho spolujezdec Ing.C Jan Šusta (pozdější úspěšný konstruktér a jeden z ředitelů továrny Walter) na soukromě přihlášeném Waltru WIZI (st. č. 7). Kumpera se Šustou získali Cenu Autoklubu Republiky Československé (AKRČs) pro amatéry, Cenu Klubu Slovenských automobilistov (KSA) pro nejslabší „beztrestný“ vůz, Cenu místopředsedy KSA pana továrníka Jána Lipperta pro nejmladšího jezdce, který projede Slovensko bez tr. bodů atd. Zkušenosti ze soutěže Jan Šusta zpracoval do článku uveřejněném v magazínu Auto pod názvem Na sedmičce.

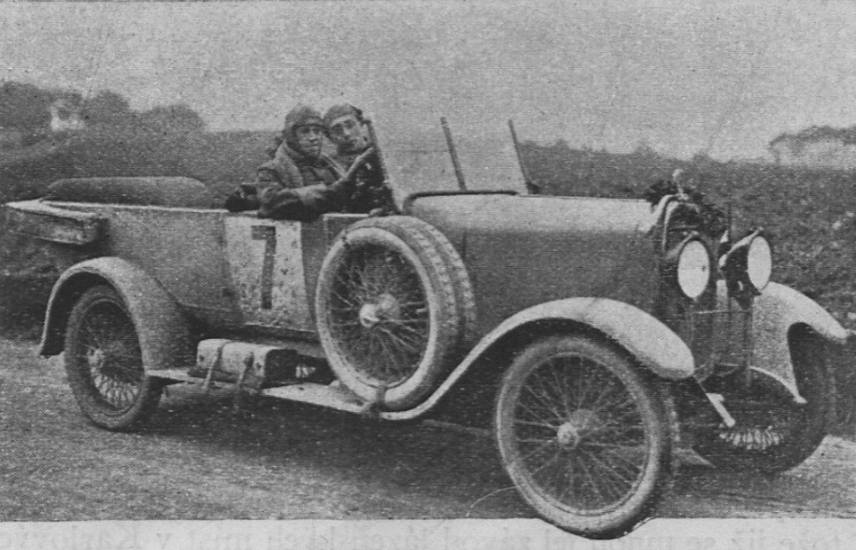
Na sedmičce (Kumpera-Šusta, 1922)

V červnu 1923 obdržel „závodní“ licenci, která mu byla vydána na základě § 31 Řádů Sportovní komise AKRČs. Celkem v tomto „kole“ bylo uděleno 82 licencí, mezi nimiž byli i elitní automobiloví závodníci 20. let. jako Čeněk Junek, Miloš Havel, Hugo Urban Emmerich, Rychard Müttermüller, Josef Veřmiřovský, Karel Klabazňa, Arnošt Mahla, Oldřich Ferdinand Kinský, Vincenc Desenský, kpt. Karel Böhm atd. Ve III. ročníku mezinárodní soutěže spolehlivosti cestovních automobilů Československem uspořádanou AKRČs, která se jela ve dnech 25. června – 1. července 1923, dojely oba zúčastněné Waltry WIZI 8/25 HP s upraveným motorem o objemu 1998 cm3 posádek ing.C A. Kumpera – ing.C J. Šusta (st. č. 1) a kpt. Karel Böhm – rotm. Emanuel Stošek (st. č. 20), jak se již stalo v této soutěži tradicí, opět bez trestných bodů. Trasa bylo shodná s loňským ročníkem, tj. 2400 km rozdělených do 6 etap. V soutěži o Státní mezinárodní putovní cenu pro týmy obsadil dvoučlenný tým Walter (Kumpera, Böhm) 2. místo. Tentokráte zkušenosti ze soutěže posádky Kumpera-Šusta popsal pro magazín Auto přímo Ing.C Ant. Kumpera. "Hrst dojmů ze soutěže spolehlivosti" připojil do magazínu Auto i otec Jana Šusty, prof. dr. Josef Šusta, rovněž člen Autoklubu.

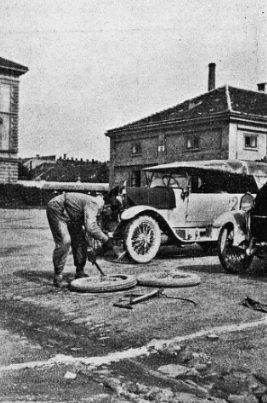
Šusta mění duše v Českých Budějovicích (1923)

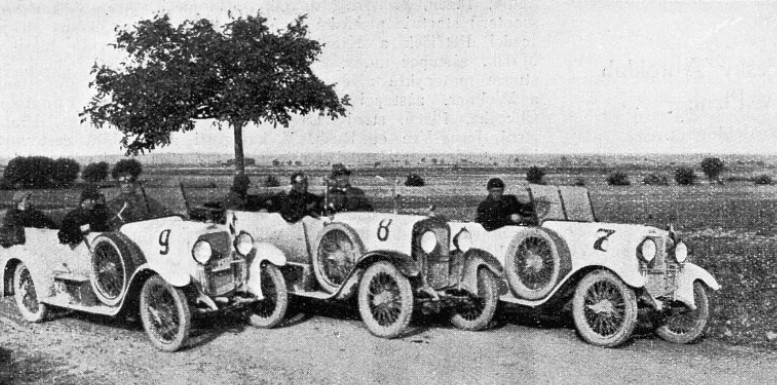
Walter WIZI, rodinný tým Kumperů na soutěži spolehlivosti KSA (1923)

Ing. Šusta osobní zážitky z podobné soutěže, která se jela v srpnu 1923 (15.-19.8.) na Slovensku a ve které startoval rodinný tým Kumperů se třemi vozy Walter WIZI (8/25 HP), uveřejnil v časopise Auto „Opět na Slovensku“. Šusta soutěž absolvoval s Antonínem Kumperou jako mechanik-spolujezdec (st. č. 7). Ve čtyřetapové Soutěži spolehlivosti automobilů Klubu slovenských automobilistov a Cizineckého svazu pro Slovensko zvítězil "rodinný" tým Walter (st. č. 7-9). Soutěž v délce 920 km se jela na trase Bratislava – Sliač – Tatranská Lomnica – Trenčianské Teplice – Bratislava za stejně těžkých podmínek jako soutěž spolehlivosti Kolem republiky AKRČs. Pozdější konstruktér továrny Walter, tehdy Ing.C. Jan Šusta k soutěži na stránkách časopisu Auto napsal: "Dík starostlivosti p. továrníka Kumpery měly všechny vozy své desky na veškeré dokumenty soutěže se týkající; zavazadla všech soustředěna v jediném voze, nadbytečná reservní kola ve druhém. V pořadu vozů na cestě panovala příslovečná disciplína. Vůdcem celého teamu byl Toník Kumpera na sedmičce, za ním jel p. továrník na osmičce a průvod uzavíral nejmladší Víťa se svým mohutným mechanikem továrníkem Masnerem, který dík svým 112 kg živé váhy zvedne i waltrovku, za které kolo chcete a jemuž se pro jeho znalost španělštiny neříkalo cestou jinak než »cuñado« (švagr). Do všech etapních cílů vjíždí tato trojice v sevřeném šiku a staví se jeden vedle druhého na cílové pásce. Jeden jako druhý řidič oblečen v černý plášť a oranžovou čapku."  Tým Walter Ing.C Antonín Kumpera (22)-Ing. C Jan Šusta, Vítězslav Kumpera st. (47)-Růžena Anna Kumperová (manželka), JUC. Vítězslav Kumpera ml. (19)-Liboslav Masner (syn nedávno zesnulého Jana Masnera, majitele továrny na usně - koželužna v Novém Kníně, městský radní a posléze starosta dobříšského okresu, který zemřel 29. srpna 1922, a od roku 1912 společníka Vítězslava Kumpery st., velkoobchod s kůžemi) dojel soutěž bez trestných bodů.
Byl i vášnivým lyžařem, výborným plavcem, vyhledaný tanečník a velmi oblíbený společník. Hrál na kytaru a skládal si písničky. Lingvisticky byl mimořádně vybavený, uměl německy, francouzsky, anglicky, italsky, srbochorvatsky, latinsky, španělsky a částečně i rusky. Toho později využíval při své profesní kariéře ve Walter a.s. Napřed ale po promoci začal pracovat ve Škodovce v konstrukci automobilů. Pracoval tam asi rok, z toho asi čtyři měsíce v Plzni, zbytek pak v Mladé Boleslavi. Poté byl dva roky na vojně (sloužil u letectva, ale protože byl barvoslepý, tak dělal pozorovatele).
K důležité změně v jeho osobním životě došlo v roce 1937, kdy se oženil se starší dcerou JUDr. Bohumila Vlasáka (1871–1945, ekonoma, ministerského úředníka a také krátkodobě pověřeného ministra financí ČSR) Zdeňkou, promovanou doktorkou filosofie. V manželství měl dvě dcery Zdenku a Zoru. Ing. Jan Šusta bydlel s rodinou nedaleko továrny Walter na Smíchově č. p. 1877, v rohovém domě Na Cihlářce 1877/1 resp. U Mrázovky 1877/18 (tehdy Mozartova). Není bez zajímavosti, že tento dům spoluvlastnil jeho kamarád ing. Antonín Kumpera, kterému byl (jako dalších 5 nemovitostí) konfiskován dle dekretu č. 108/45 Sb. ze dne 25. října 1945, avšak až vyhláškou č. XIV-10.386/2-1948, kterou vydala rada Zemského národního výboru v Praze a vlastní rukou ji podepsal referent Dr. Hötzl. Tato vyhláška se vztahovala i na nemovitý majetek vlastněný jeho otcem Vítězslavem Kumperou st. a jeho bratrem JUDr. Vítězslavem Kumperou ml.

## Veřejná činnost (Autoklub a Aeroklub Republiky Československé)
V roce 1928 byl Autoklubem Republiky Československé (nyní Autoklub České republiky) přijat na výborové schůzi konané 27. ledna za člena Motosekce AKRČs. Na XVIII. Výroční valné hromadě Aeroklubu Republiky Československé (1931) byl ing. Jan Šusta zvolen členem výboru Aeroklubu. Za továrnu Walter ve výboru ještě byl ing. Barvitius, ing. A. Kumpera a ing. Josef Kurzweil. Místopředsedou Aeroklubu byl zvolen již po několikáté Vítězslav Kumpera st.
V neděli 5. července 1931 se uskutečnila Velká šumavská soutěž spolehlivosti (III. ročník) na 385 km za pořadatelství Západočeského Autoklubu. Soutěž startovala v Plzni v 7 hodin ráno za pěkného počasí a za účasti 74 soutěžících. Vedla nejkrásnějšími partiemi Pošumaví, ze kterých však účastníci mnoho neměli, protože akci nepřálo počasí. Už do prvé kontroly v Strakonicích vjížděli konkurenti v dešti, jenž sice ustal u Vimperka, ale vracel se téměř po celý den. Silnice tím byly proměněny v moře bláta, na nichž i řízení vozů v žádaném tempu vyžadovalo pevných nervů a umění. Není divu, že za těchto okolností dobrá třetina konkurentů dojela sice v předepsané době od 17.–19. hod. zpět do Plzně, ale s nabouranými "vehikly". Mezi "bezvadnými" vozy dorazil k cíli na Waltru 6-B i Ing. Jan Šusta.
Aktivní Jihočeský Autoklub z Českých Budějovic uspořádal v sobotu a v neděli (20.–21. září 1931) již 5. ročník oblíbené vytrvalostní soutěže. Vyjma soboty odpoledne, kdy se konaly zkoušky akcelerace a brzdění, téměř po celou dobu soutěže vytrvale pršelo. Proto museli účastníci na proslule špatných šumavských silnicích vynaložit veškeré úsilí, aby udrželi vozy na rozblácených cestách. Trať soutěže měřila 460 km a jelo se čtyřikrát na tom samém okruhu. V posledním okruhu byla doplněna rychlostní zkouškou do vrchu z Rudolfova na Hlincovu horu. Pozlacené plakety (vítězná trofej) obdrželi za svůj výkon ing. Jan Šusta, Rudolf Hansa a ing. Vl. Vlček (všichni na vozech Walter Super 6, st. č. 34–36), současně vítěznou trofej obdržel i celý tým Walter.
Dnem 1. ledna 1932 byl ing. Jan Šusta povýšen Ministerstvem národní obrany do hodnosti nadporučíka v záloze a byl veden u leteckého pluku 2. V prosinci 1932 bylo oznámeno, že ing. Šusta a ing. Husník byli za Aeroklub RČs. delegováni do Československého všesportovního výboru (ČVV). Ten vznikl v březnu 1928 a koordinoval činnost sportovních svazů i ve vazbě na Československý olympijský výbor. Poprvé se českoslovenští letci zúčastnili doprovodného programu XI. olympijských her v Berlíně 1936. Prap. Petr Široký skončil druhý, por. František Novák získal třetí místo a Ján Ambruš (všichni na strojích Avia B-122) tam získal 8. místo během soutěže v letecké akrobacii v rámci doprovodného programu u příležitosti konání XI. olympijských her. V hvězdicovém letu k olympiádě obsadili první a druhé místo škpt. Václav Fuksa a kpt. Jaroslav Polma (oba na letounech Praga E-114 Air Baby).
V prosinci 1935 byli zapsáni do čs. rejstříku letců noví, turističtí letci. Mezi těmi, kteří toto oprávnění získali a bylo jim tímto prodlouženo do 30. listopadu 1936, byl i ing. Jan Šusta. Automobilovému závodníku waltrovky Jindřichu Knappovi bylo oprávnění prodlouženo od ledna 1936 do 31.12.1936. Na XXIII. valné hromadě (1936) zvolen členem správního výboru Aeroklubu RČs a o rok později na XXIV. Valné hromadě byl za člena správního výboru opětovně zvolen.
Za Aeroklub a za továrnu Walter se v Aeroklubu RČs. Jan Šusta společně s ing. Pavlem Benešem, konstruktérem letadla Beneš-Mráz Be-51 Beta-Minor s motorem Walter Minor 4-II (OK-BEO) zúčastnil 9. března 1937 přivítání posádky Karel Šeda – dr. Vladimír Miklenka, která se vrátila z úspěšné účasti závodu Nad oázami v Egyptě. Obdiv zasluhoval i jejich přelet do Egypta bez mezipřistání a stejný návrat do Československa (vždy kolem 5000 km, celkem 13 000 km). V přeboru čs. pilotů vysokoškoláků, který se konal 25. dubna 1937, za Ústřední pilotní školu na letounu Letov Š-239 byla přihlášena i posádka ing. J. Šusta-MUC. Burian.
V roce 1937 byl členem výstavního výboru Celostátní letecké výstavy, kterou uspořádal Aeroklub RČs., jak za svou úspěšnou činnost výboru na trvalou paměť připomněl časopis Letectví. A.S. Walter na této výstavě vystavila úplnou řadu svých hvězdicových (Pegas, K-14, Gemma, Scolar, Bora II-R, Castor II, Pollux II-R a Super Castor) a řadových motorů (Atom, Mikron II, Minor 4, Major 4, Major 6 a Sagitta I-RC). Nad expozicí měl "patronát" ing. Šusta i proto, že se na konstrukci těchto motorů podílel. Plné 2 třetiny všech na výstavě vystavených letadel byly opatřeny motory Walter.

## Konstruktér a ředitel v továrně Walter
V polovině 20. let (1926) ing. Šusta nastupuje do konstrukčního oddělení Akciové továrny automobilů Josef Walter a spol. V roce 1927 továrna Walter s novým vozem Walter P-IV uspořádala úspěšný pokus o rekordní jízdu nazvanou Walter 10 000 km. Vytrvalostní jízda měla hladký průběh. V zásobovací stanici, kterou na pražském výstavišti vedl ing. J. Šusta, vůz vždy načerpal benzín a olej a vyrazil na další okruh. Článek o této jízdě do magazínu Auto napsal ing. Jan Šusta.
Již v roce 1927 byla Vítězslavem a Antonínem Kumperovými založena filiálka firmy Walter v Bělehradě a později byla továrna na letecké motory Svetozar Vlajkovič i komp. v Bělehradě (Království SHS) přímo firmou Walter koupena. Tato továrna byla původně předurčena pro výrobu motorů Walter NZ-120 pro potřeby jugoslávského vojenského letectva (letouny Zmaj, Rogožarski atp.). Technické a obchodní vedení této továrny bylo svěřeno osvědčeným pracovníkům z Jinonic, Emilu Havlíčkovi (komerční ředitel-prokurista) a ing. V. Šmídovi. V pozdějším období zde vykonával funkci výrobního ředitele (šéf dílen) ing. Jan Šusta. Jiný zdroj jej uvádí jako technického ředitele této továrny.
V 30. letech se stal u Akciové společnosti Walter, továrna na automobily a letecké motory“ asistentem (zástupcem) manažera ing. Jan Šusta. Od roku 1930 se pravidelně zúčastňoval obchodních jednání firmy Walter s potenciálními zákazníky. V září 1930 byla v ČSR návštěvou početná delegace lotyšského letectva, která jednala o dodávkách nových letounů Letov po pozitivních zkušenostech s letouny Letov-Š 16, kterých bylo Lotyšska dodáno 21. Jednání za firmu Walter se účastnili prezident Vítězslav Kumpera st. a ředitel ing. Jan Šusta.

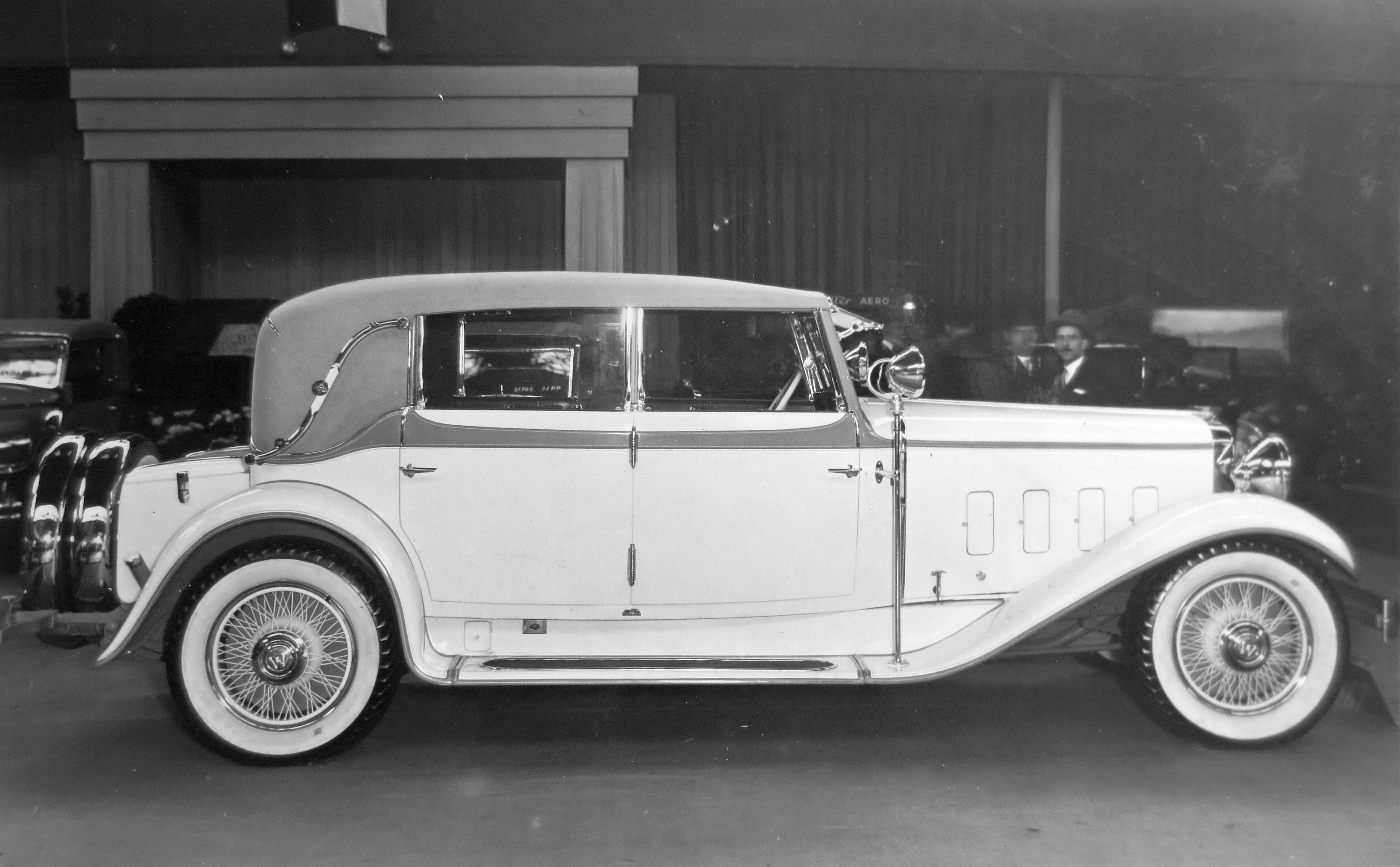
Walter Royal (1931), kabriolet karosovaný vrchlabskou firmeou Petera na pražském autosalonu

Společně s hlavním konstruktérem ing. Františkem Barvitiem vedl projekt automobilu Walter Royal, který byl představen na XXIII. pražském autosalonu v roce 1931. Centrem vozu se stalo mohutné dvanáctiválcové srdce, jež v detailech nezapřelo zkušenosti obou pánů v konstrukci velkých leteckých motorů. To byla Šustova vrcholná konstruktérská práce z oblasti automobilismu. Walter Royal se tak zařadil do elitní společnosti, kam patřily z evropských značek pouze Rolls-Royce, Daimler, Hispano-Suiza, Horch a Maybach. Koncem roku 1933 byl ing. Šusta jmenován místoředitelem firmy Walter. Společně s ním byl jmenován šéfinženýrem ing. František Nušl (konstruktér), syn prof. dr. Františka Nušla (český astronom, spoluzakladatel Ondřejovské hvězdárny, dlouholetý předseda České astronomické společnosti, místopředseda Mezinárodní astronomické unie (1928–1935) a vysokoškolský pedagog). 
V roce 1934 se zúčastnil obchodní cesty společně se štábním rotmistrem letectva Františkem Novákem, který předváděl v Portugalsku a ve Španělsku akrobatický letoun Avia B-122 s motorem Walter Castor II, za což byl portugalskou vládou vyznamenán vysokým řádem. Ing. Šusta tam vedl obchodní jednání. Ten však dojel do Lisabonu vlakem. V továrně však nebyl příliš oblíbený, protože pedantsky vyžadoval perfektně odvedenou práci. Ve sporech (např. v dílnách) ho těžko někdo mohl "napálit", protože byl vzdělaný praktik, ryze technický a enormně precizní.

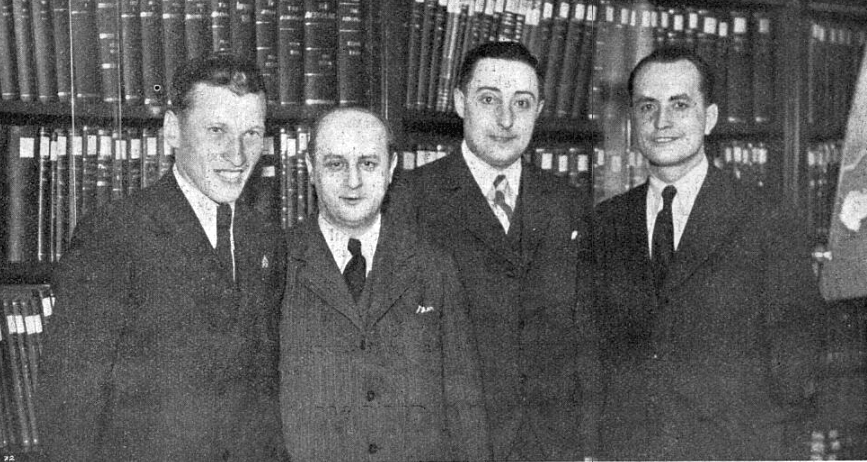
Uvítání pilotů v Aeroklubu RČs. ze závodu Nad oasami v Egyptě v březnu 1937 (zleva Šeda, ing. Beneš, ing. Šusta, dr. Miklenka)

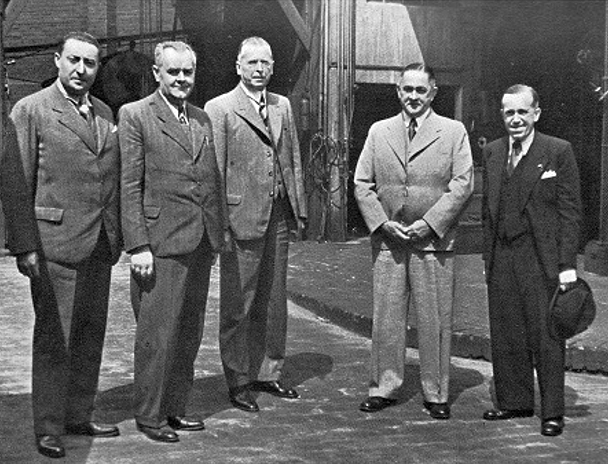
Návštěva z německého leteckého průmyslu v červnu 1939 (zleva Šusta, Barvitius, Jastrow, Lahs a Kumpera)

Krátce po vzniku Protektorátu Čechy a Morava 22. června 1939 navštívil továrnu Walter vůdce Hospodářské skupiny leteckého průmyslu v Berlíně a předseda Říšského svazu německého leteckého průmyslu admirál m.s. Lahs, provázen Ing. Dr. Jastrowem z téhož úřadu. Význačné hosty provedl generální ředitel továrny Walter Ing. Teny Kumpera spolu s technickým ředitelem Ing. F. A. Barvitiem a ředitelem Ing. J. Šustou všemi výrobními a zkušebními odděleními továrny a podal jim podrobný, se zájmem sledovaný výklad o celé výrobě leteckých motorů Walter. Návštěva asi byla spokojena, protože o necelý rok později začala továrna Walter Automobil und Flugmotoren Fabrik A.G. Prag-Jinonitz vyrábět německé motory Argus. Za německé okupace výroba původních motorů Walter zvolna ustala. Společnost byla přejmenována na Walter Automobil und Flugmotoren Fabrik A.G. Od roku 1940 se vyráběly motory Argus As 10. Během okupace byl Šusta osočen ze sabotáže, zatčen gestapem a vězněn v malé pevnosti Terezín, odkud byl propuštěn na kauci.
V roce 1941 absolvoval společně s ing. Františkem Barvitiem a ing. Bohuslavem Šimůnkem stáž u berlínské firmy Argus Motoren, která měla zabezpečit hladký náběh motorů Argus As 410 do výroby v Jinonicích (Argus As-410, v Jinonicích vyráběn 1943–1948).  Tato stáž se mu po válce stala osudnou.

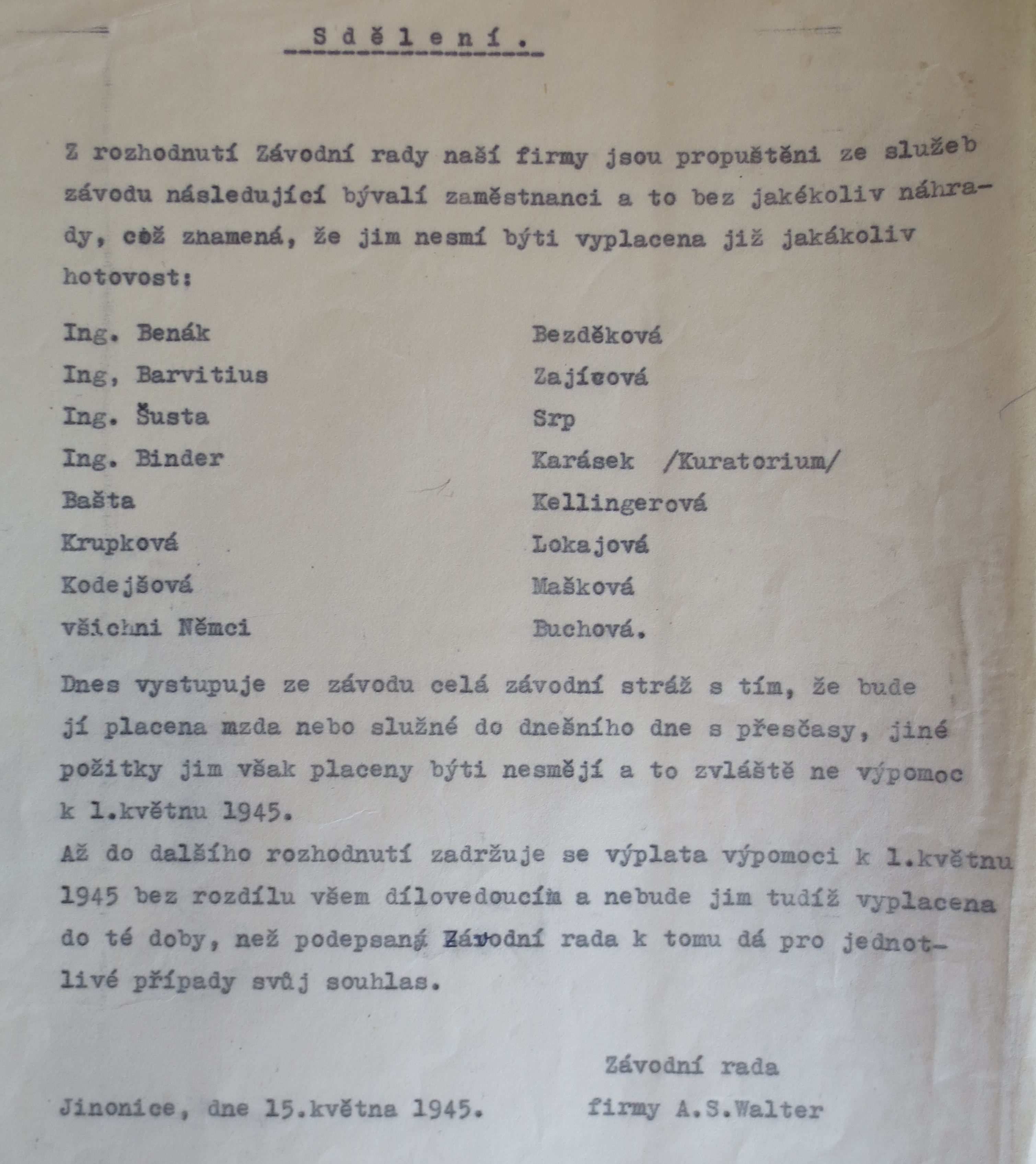
Sdělení Závodní rady A.S. Walter ze dne 15.5.1945

## Po II. světové válce
V bouřlivých květnových dnech 1945 čerstvě zaměstnanci zvolená Závodní rada firmy A.S. Walter rozhodla dne 15. května 1945 o propuštění některých zaměstnanců, mezi nimiž byli mj. technický ředitel a hlavní konstruktér ing. František Adolf Barvitius, komerční ředitel dílen (výrobní ředitel) ing. Otomar Benák a ředitel ing. Jan Šusta. Jak se uvádělo ve "Sdělení" byli propuštěni bez jakékoliv náhrady a nesmí jim být vyplacena jakákoliv hotovost. Všichni tři byli propuštěni pro „asociální“ činy. Ze dne na den byl tedy nezaměstnaný, ve věku 43 let. Později byla Závodní rada Walter odsouzena k zaplacení náhrady těm, které "ze závodu pro kolaborantství odstavila a kteří spolupracovali s panem Kumperou."
U Šusty následovalo i obvinění z kolaborace a přímo z pohřbu (7. června 1945) jeho otce prof. Josefa Šusty (prezident České akademie věd a umění, 1939–1945), byl Závodním výborem odveden do vyšetřovací vazby. Josef Šusta 27. května 1945 spáchal sebevraždu, protože neunesl atmosféru psychického teroru a justiční zvůle. Odmítl obhajobu v rámci předem zmanipulovaného soudního procesu. Rozhodl se pro demonstrativní sebevraždu skokem z Hlávkova mostu. Je pohřben v Praze-Dejvicích, na šáreckém hřbitově u kostela sv. Matěje. Po vyšetřování na svobodě nebyl ing. Šusta nakonec zatčen, byla mu však zakázána práce v Praze, proto se i s rodinou přestěhoval do Nového Knína, kde Šustovi měli rodinnou vilu. Po vynuceném odchodu z Waltrovky byl asi rok nebo dva zaměstnán v Pečkách v nějaké továrně na nářadí (TONA Pečky). Poté byl zaměstnán na Slovensku v továrně na pračky nebo sporáky (zde se zdroje liší), ale kancelář měl v Praze, ale vždy od pátku do pondělí jezdil na Slovensko.

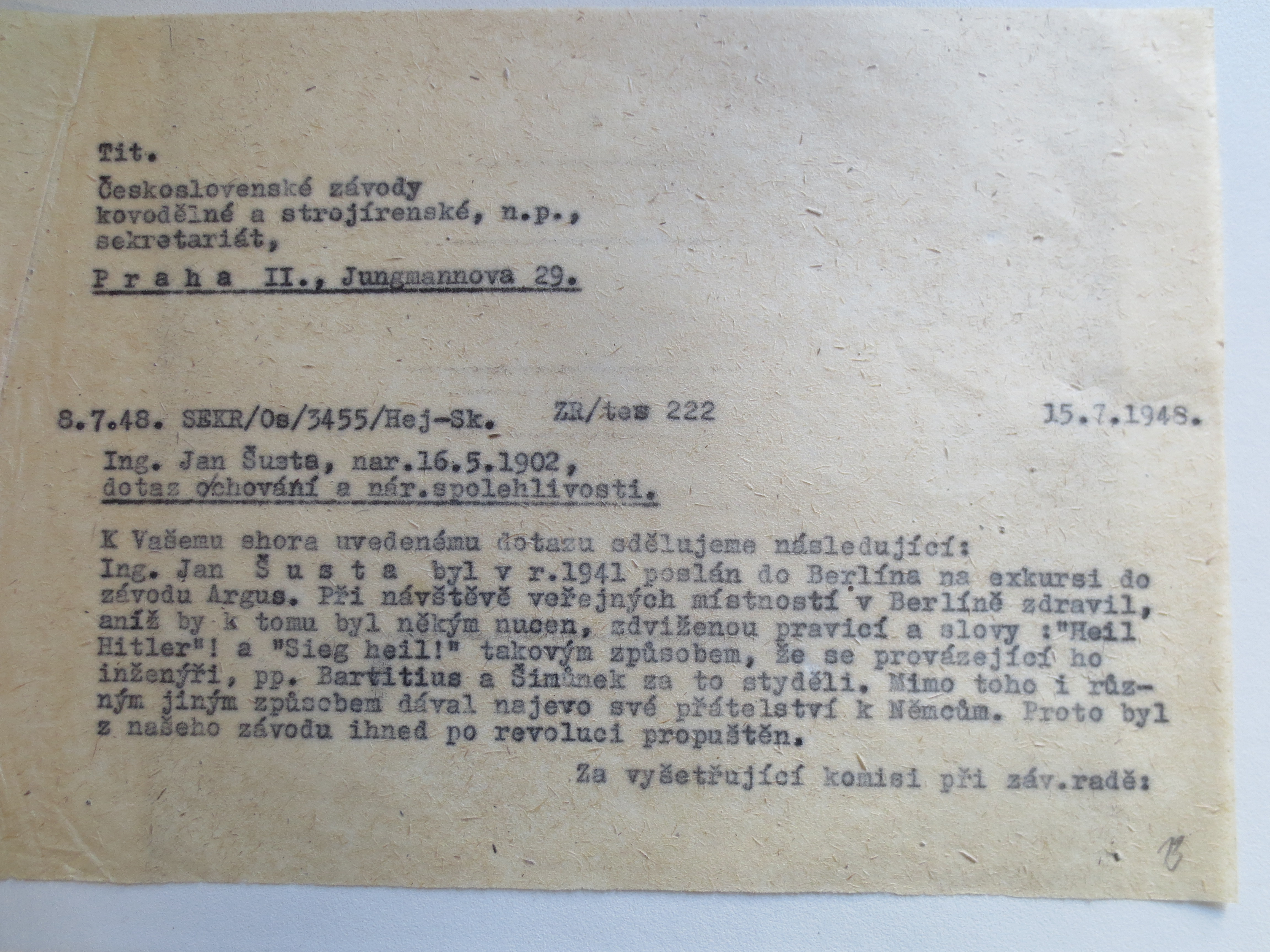
Sdělení vyšetřovací komise Závodní rady n.p. Motorlet (1948)

Po třech letech se ucházel o místo v Československých závodech kovodělných a strojírenských, n.p. (ČZKS). V červenci 1948 vyšetřující komise Závodní rady n.p. Motorlet napsala k dotazu z ČZKS na chování a národní spolehlivost ing. Šusty toto doporučení: Ing. Šusta byl v r. 1941 poslán do Berlína na exkursi do závodu Argus. Při návštěvě veřejných místností v Berlíně zdravil, aniž by k tomu byl někým nucen, zdviženou pravicí a slovy „Heil Hitler!“ a „Sieg heil!“ takovým způsobem, že se provázející ho inženýři, pp. Barvitius a Šimůnek za to styděli. Mimo toho i různým jiným způsobem dával najevo své přátelství k Němcům. Proto byl z našeho závodu ihned po revoluci propuštěn. Podnik ČZKS byl zřízen rozhodnutím vlády z 16.11.1945 a stal se zastřešujícím orgánem národních podniků průmyslu kovodělného a strojírenského. Sídlil v Praze, v Jugmannově ul. 29 v paláci Škoda. Odtud došel dotaz na „chování a národní spolehlivost“. Do tohoto „konglomerátu“ patřilo asi 100 nejrůznějších podniků, takže lze jenom těžko odhadnout, do kterého podniku ČZKS (1945–1949) chtěl Jan Šusta nastoupit.
V důchodu se věnoval hlavně zahrádce a až do svých 82 let jezdil na motocyklu. Motocykl mu pak vlastně sloužil jako nohy.